# Пилишчаба
Пилишчаба (мађ. Piliscsaba) је насеље у централној Мађарској. Пилишчаба је град у оквиру пештанске жупаније.

## Географија

### Локација
Пилишчаба се налази у северозападном делу округа, 25 km од Будимпеште , налази се у југоисточном делу басена Дороги, који је за јавност затворен од стране Пилиса, Герецсе и Будимских планина . Граничи се са насељима Пилишверешвар, Пилишчев, Пилишјасфалу, Тинње, Пербал, Нађковачи, Пилишсентиван и Пилишсанто. Кроз насеље пролази магистрални пут 10 и железничка линија Будимпешта–Естергом која води недавно реновирани приградски саобраћај. Са Тинијем је повезан јавним путем 1133 .
Град, који се налази на надморској висини од 210 метара, граничи се са планинама планинског ланца Пилиш који на североистоку прелази 400 метара ( Копас-хеђ 448 m), на југоистоку са планинама планинског ланца Будаји сличне висине (Киш-Сенаш 431 m, Чаба-хеђ, Шош-хеђ) на југозападу, јужном делу Геречеа омеђују га 200-250 метара високи глиновити брежуљци брдског подручја Жамбек - Бајнаи . На њеној територији настаје поток Кењермезеји, који тече у правцу северозапада ка Дунаву.

### Порекло имена
Римљани су дали име „Ad lucum felicem”  (Срећни гај) месту окруженом шумовитим обронцима. Име села је изведено од личног имена Чаба – вероватно турског порекла (цаба: дар). Префикс " Пилиш " се односи на планине Пилиш. Народна традиција каже да место добија име села по кнезу Чаби.

## Историја
Из области Пилишчабе познати су праисторијски, каснобронзани, римско - келтски и средњовековни налази. Кроз ово место је у прошлости водио римски пут који је повезивао Аквинкум ( Обуда ) са Бригетијем ( Ујсони ).
Први писани запис датира из 1263. године, када су власници били Испан Мојш и његов брат Шандор. Године 1274. истоимени син Испана Мојша дао је село монахињама на Зечјем острву (истовремено, у једној тапији се помиње и Ајнардов замак, који се налази у близини, али је у области Пербал). Године 1393. овде су поседе добили и павлити. Градоначелник Шољмара је 1409. године посекао већину шума монахиња у Чаби и уништио село, 1451. године Чаба је наведена као предијум, монахиње су га дале у закуп. Крајем века село је поново насељено, али је уништено почетком турске окупације, а тек у 18. веку је поново популисано као власништво будимских клариса.
Мала имања настала расподелом земље из 1945. (просечно 10 јутара) организована су у задруге (Уј Баразда и Јокаи) од почетка 1950-их. Током колективизације 1960-1961, на 1.133 газдинства и са 729 чланова основана је произвођачка задруга Халадаш, која се 1977. године спојила са суседном задругом из Пилишвелђе. Године 1982. ова задруга се спојила са Розмаринг Тсз, са седиштем у Нађковачу, и тако је настала Розмаринг Мгтсз, са седиштем у Шољмару, са 4.327 хектара и 1.327 чланова.
Током револуције 1956. године дошло је до немира на граници села, а неколико револуционарних акција је погодило насеље (између осталог, млади људи из комшилука су покушали да минирају у железнички тунел у Пилишчаби). 28. новембра 1956 . из Пилишчабе прибл. 3 км даље, совјетска војна јединица ушла је у ватрени обрачун са наоружаном групом од 8 људи док је чешљала шуму на фарми Јанза. Седам устаника се повукло у шуму, један је ухваћен.
Након промене система 1989. године, општина је такође демократски изабрана у Пилишчаби. Године 1994. Пилишјасфалу, које је припадало Пилишчаби од 1950. године, организовано је као самостално село 11. децембра .
Пилишчаба је добила титулу града 15. јула 2013. године,  церемонија инаугурације града одржана је 4. октобра 2013. године.

## Становништво
Становништво Пилишчабе, које су Немци и Словаци населили 1715. године, задржало је свој немачки и словачки карактер све до почетка 20. века . Око 1730. године Матјаш Бел је описао то село као „ ново насеље за Словене “. Према попису из 1850. године, село је било потпуно немачко, 1870. и 1910. звало се „ Немачко језерско село “, 1930. било је само 50% немачко и 12% словачко. Остали становници су се изјашњавали као Мађари.
У попису из 1941. године, удео немачког (43%) и словачког (11%) становништва даље се смањио. До тада су Мађари (44%) представљали релативну већину у селу. Као резултат послератних исељавања и пресељења, страха од овога и убрзане урбанизације, до 1990. године само 2,3% се изјаснило да су немађарске националности
Током пописа 2011. године, 86,4% становника изјаснило се као Мађари, 4,1% као Роми, 0,3% као Пољаци, 7,1% као Немци, 0,2% као Румуни и 1,5% као Словак (13,2% се није изјаснило).
Верска дистрибуција је била следећа: римокатолици 44,7%, реформисани 9,6%, лутерани 1,7%, гркокатолици 0,6%, неденоминациони 13,8% (27,5% се није изјаснило).